# Acorns Children's Hospice
Acorns Children's Hospice Trust è una organizzazione caritatevole che offre una rete di assistenza per i bambini malati e sostegno per le loro famiglie delle Midlands Occidentali, in Inghilterra. Acorns ha tre ospedali, situati in Birmingham, Walsall e Worcester. Il bacino d'utenza degli ospedali è situato nelle contee di Warwickshire, Worcestershire, Herefordshire, Gloucestershire, le Midlands come parti di Staffordshire e Shropshire.

## Strutture

### Ospedali
- Acorns in Birmingham, nella città di Birmingham e aperto nel 1988.
- Acorns in the Black Country, nella città di Walsall e aperto nel 1999.
- Acorns in the Three Counties, nella città di Worcester e aperto nel 2005.

### Negozi
L'Acorns ha 39 negozi nelle Midlands e hanno la più grande rete di vendita al dettaglio negli ospedali per bambini e, lo scorso anno, hanno guadagnato 669.000 sterline, raccolte per l'organizzazione.

## Partnership con l'Aston Villa
L'Aston Villa supporta l'organizzazione dal 2006 ed ha già pagato 230 giorni di attività dell'ospedale. Molti calciatori hanno visitato gli ospedali e le famiglie che fanno parte di Acorns, tra cui John Carew e Martin Laursen. Il 7 luglio 2008, è stato rivelato che l'Acorns è diventato lo sponsor sulle maglie dei Villans.